# Талия (театр, Кошице)
Театр «Талия» (словац. Divadlo Thália) — театр венгерского национального меньшинства в городе Кошице, Словакия. Театр основан в 1969 году. Полное наименование — Кошицкий Театр «Талия Синхаз» (Кošciké divadlo Thália Színház). Находится в ведомстве Кошицкого автономного края. Театр является передвижным, большинство спектаклей играет за пределами города Кошице, главным образом, на юге Словакии и в Венгрии.